# Anton Polster
Anton ("Toni") Polster (nascut el 10 de març de 1964 a Viena) és un exjugador de futbol austríac.
Polster fou 95 cops internacional amb Àustria, i marcà 44 gols entre 1982 i 2000. Actualment (2008) és el màxim golejador de la selecció nacional austríaca. Participà en la Copa del Món de futbol 1990 i 1998.
Pel que fa a clubs, jugà pel FK Austria Wien (1982-87), Torino Calcio (1987-88), Sevilla FC (1988-91), CD Logroñés (1991-92), Rayo Vallecano (1992-93), 1. FC Köln (1993-98), Borussia Mönchengladbach (1998-99) i SV Austria Salzburg (2000).

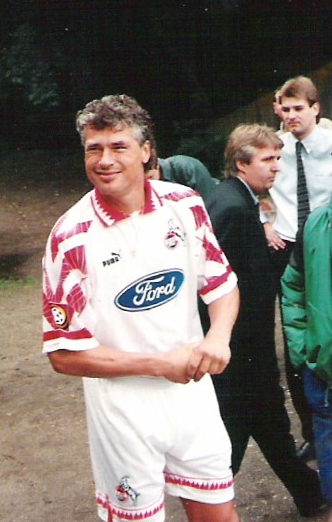
Toni Polster al 1. FC Köln.